# Chaînon Trans-Alaï
Le chaînon Trans-Alaï est un massif montagneux situé entre le Tadjikistan, le Kirghizistan et la République populaire de Chine, dans le Pamir. Il culmine à 7 134 mètres d'altitude au pic Lénine.

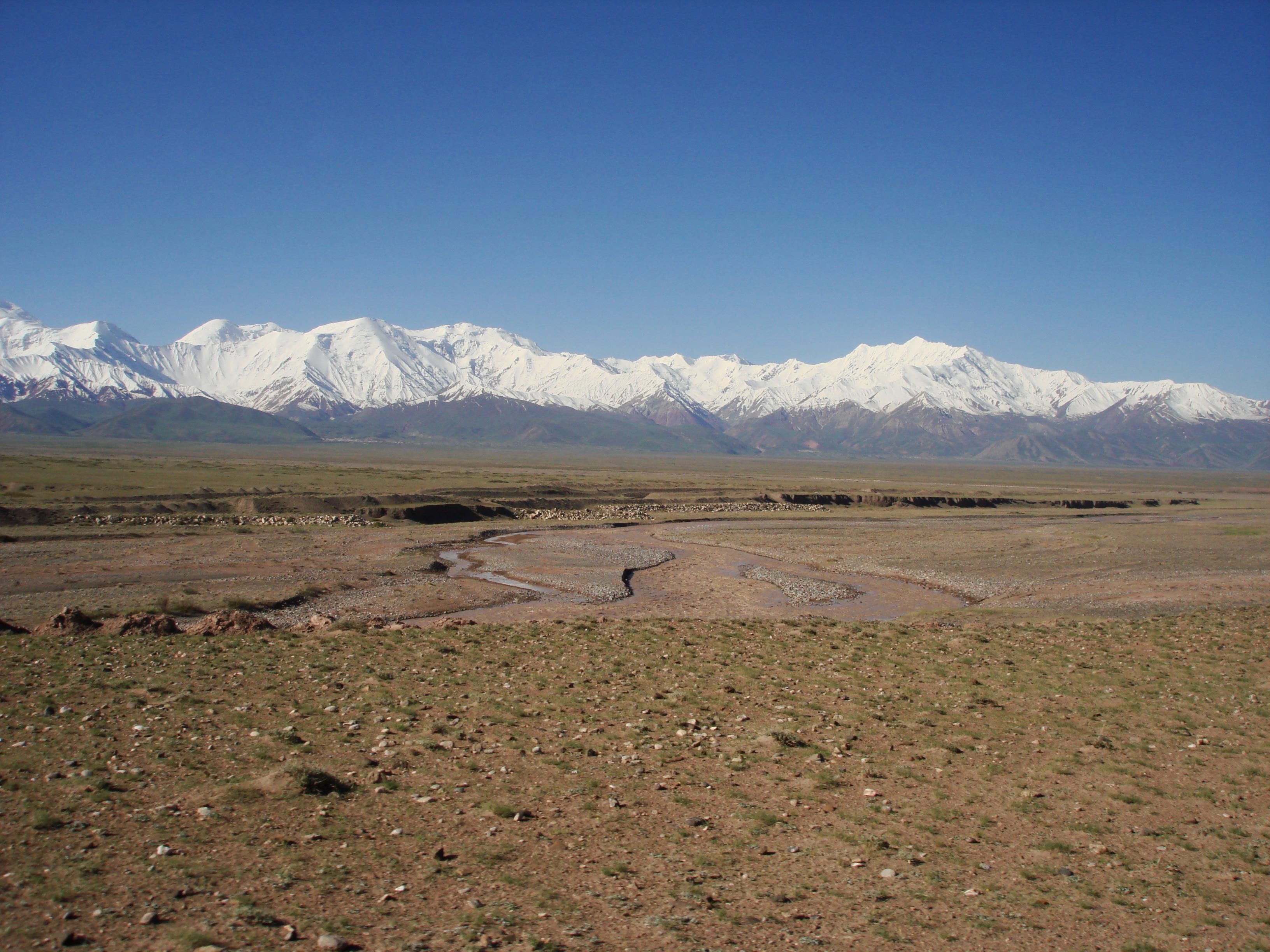
Vue du chaînon Trans-Alaï depuis la vallée d'Alaï.

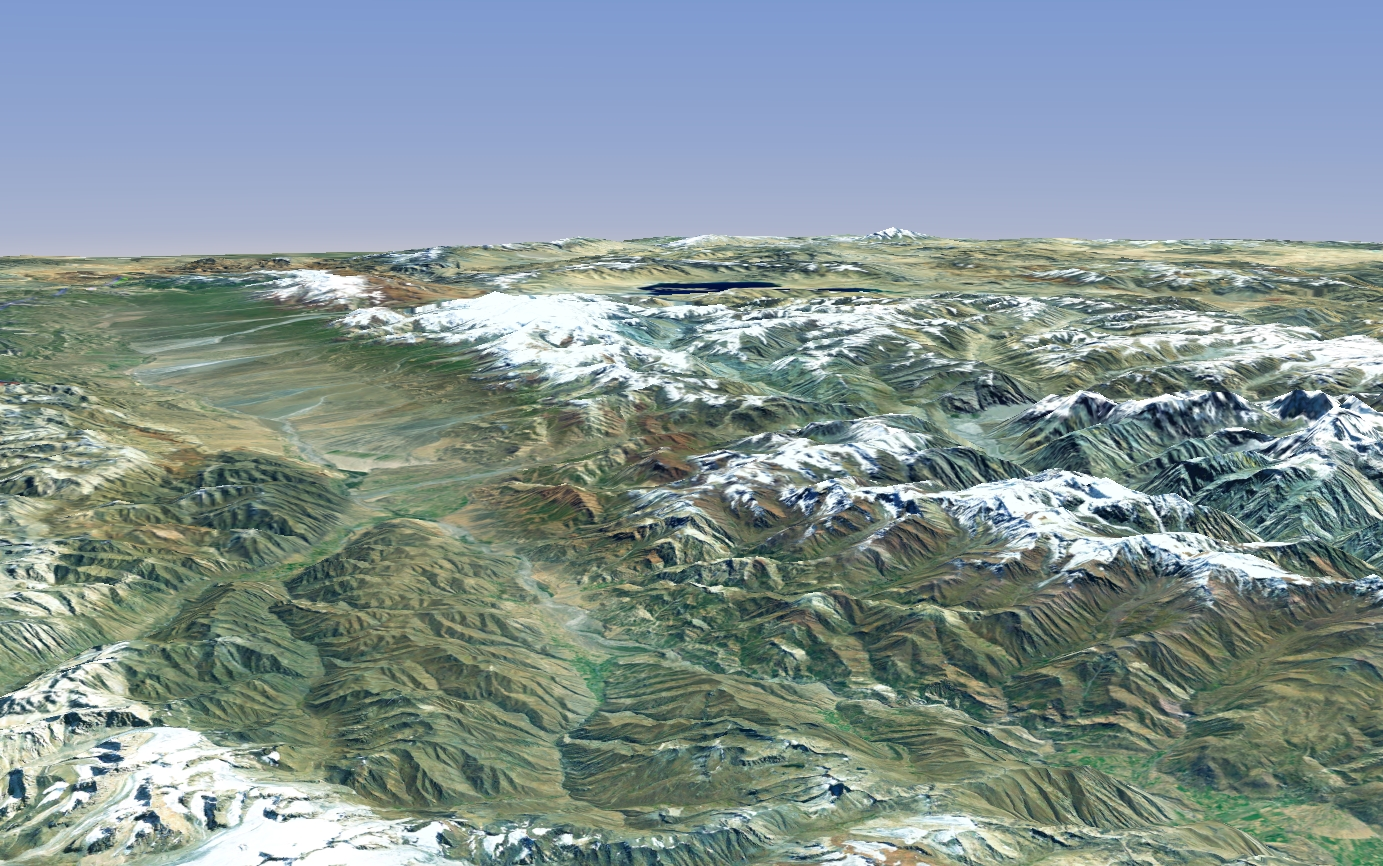
Image de synthèse représentant le chaînon Trans-Alaï avec la vallée d'Alaï à gauche.